# Svenska marinen
Svenska marinen – marynarka wojenna Królestwa Szwecji, jedna z trzech największych na Bałtyku, jej główna baza znajduje się w Karlskronie. Port Marynarki Wojennej w Karlskronie znajduje się na liście światowego dziedzictwa UNESCO.
Królewska Szwedzka Marynarka Wojenna powstała 7 czerwca 1522 po oddzieleniu się Szwecji od Unii kalmarskiej. W 1790 roku Szwedzi odnieśli swój największy triumf podczas wojny rosyjsko-szwedzkiej, rozbijając flotę rosyjską w drugiej bitwie pod Svenskund.

## Charakterystyka
Marynarka wojenna jest jednym z czterech rodzajów sił zbrojnych Szwecji, obok wojsk lądowych, Szwedzkich Sił Powietrznych i gwardii narodowej. Szwecja przed 2024 rokiem nie była członkiem NATO, z tego powodu swój potencjał skupiała na ochronie swoich wód na Bałtyku, do tego celu wykorzystując małe korwety i okręty podwodne. Większość szwedzkich okrętów zaprojektowano i zbudowano lokalnie, głównie w stoczni w Malmö, obecnie należącej do niemieckiej Howaldtswerke-Deutsche Werft, spółki zależnej Blohm und Voss. Działania marynarki wspiera osiem śmigłowców morskich Agusta AW109LUH wykorzystywanych przez siły powietrzne, mogą one lądować na korwetach typu Visby. Są to najnowsze szwedzkie okręty zbudowane w technologii stealth. Okrętem flagowym marynarki Szwecji jest stawiacz min HMS „Carlskrona”.

## Historia najnowsza

### Od połowy XIX wieku
W epoce pary marynarka szwedzka miała za zadanie już tylko obronę własnego wybrzeża, przy czym głównym potencjalnym zagrożeniem była Rosja. W połowie XIX wieku nadal składała się głównie z żaglowych drewnianych okrętów liniowych i jedynie dwóch o napędzie parowym. W latach 60. i 70. zbudowano tylko cztery monitory, fregatę i korwetę oraz kilkanaście przybrzeżnych kanonierek, w tym część pancernych. Od lat 80., wraz ze wzrostem potęgi Rosji, zintensyfikowano rozwój marynarki szwedzkiej w oparciu o okręty słabsze od pełnomorskich, lecz mogące stawiać skuteczny opór w oparciu o wysepki wybrzeża szkierowego. Do początku XX wieku zbudowano aż 12 pancerników obrony wybrzeża, stopniowo coraz większych typów, o wyporności od 3 do 4,5 tysiąca ton i uzbrojeniu w dwa ciężkie działa i kilka średniego kalibru. Marynarka wprowadziła ponadto w tym okresie do służby pojedynczy mały krążownik pancerny „Fylgia”, pięć kanonierek torpedowych i kilkadziesiąt torpedowców różnej wielkości. Wszystkie większe okręty były budowane w Szwecji, a za granicą zamawiano czasem prototypy mniejszych okrętów nowych klas, jak torpedowce. W szwedzkich zakładach Boforsa produkowano też większość ich artylerii. Od początku XX wieku budowano również 400-tonowe niszczyciele – dwa pierwsze w Wielkiej Brytanii, a sześć dalszych w Szwecji (w tym trzy typu Ragnar). Nowym rodzajem broni stały się też okręty podwodne – do  1914 roku zbudowano dziewięć małych jednostek przybrzeżnych. Z większych okrętów, wcielono też krążownik minowy „Clas Fleming”. W 1902 roku Marynarka została podzielona organizacyjnie na Flotę i Artylerię Nadbrzeżną, której były podporządkowane także okręty minowe i piechota morska. Marynarka liczyła ok. 4000 stałego personelu i 23 000 poborowych.

### Okres wojen światowych
Szwecja była neutralna podczas I wojny światowej, natomiast pomimo trudności materiałowych, marynarka budowała w jej trakcie dalsze okręty. Przede wszystkim były to trzy pancerniki obrony wybrzeża ostatniego najsilniejszego typu Sverige, o wyporności ponad 7 tys. ton i uzbrojeniu w cztery działa kalibru 283 mm, przy czym ostatnie dwa ukończono dopiero na początku lat 20. Zbudowano też dwa niszczyciele typu Wrangel i sześć okrętów podwodnych, w tym trzy średniej wielkości, a jeszcze trzy okręty podwodne zbudowano w 1921 roku. Marynarka służyła podczas wojny do ochrony neutralności kraju, a starsze torpedowce były przeklasyfikowane na okręty patrolowe.
Na skutek wojny, w latach 20. szwedzka marynarka stała się przejściowo najsilniejsza na Bałtyku. W drugiej połowie tej dekady Szwecja rozpoczęła stopniową modernizację marynarki i do połowy lat 30. przyjęto do służby unikatowy krążownik lotniczy „Gotland”, cztery nowocześniejsze niszczyciele (dwa typu Ehrensköld i dwa typu Klas Horn) oraz cztery okręty podwodne. W 1936 roku, w związku z napięciem międzynarodowym, rozpoczęto nowy program budowy okrętów, którą jeszcze zintensyfikowano podczas II wojny światowej. Wraz z okrętami zaczętymi wcześniej, od 1936 do 1945 roku do służby weszło przede wszystkim 10 niszczycieli typów Göteborg i Visby, cztery niszczyciele przybrzeżne (torpedowce) typu Mode i 24 okręty podwodne. Ponadto dwa niszczyciele i dwa torpedowce zakupiono we Włoszech w 1940 roku. Kupowano za granicą, a następnie budowano też kutry torpedowe oraz budowano liczne patrolowce i trałowce. Szwecja zdołała zachować neutralność podczas II wojny światowej, ale trzy niszczyciele zatonęły w niewyjaśnionym wybuchu w bazie 17 września 1941 roku (być może na skutek sabotażu) – z czego dwa później wyremontowano, natomiast okręt podwodny „Ulven” zatonął w 1943 roku na minie. Pod koniec wojny rozpoczęto także budowę dwóch krążowników lekkich typu Tre Kronor i dwóch niszczycieli typu Öland, ukończonych po wojnie. 

### Po II wojnie światowej
Bezpośrednio po II wojnie światowej, marynarka szwedzka ponownie przez kilka lat była najsilniejsza na Bałtyku, do czasu rozbudowy marynarki ZSRR. Wraz z nowo kończonymi okrętami, miała wówczas siedem starych pancerników przybrzeżnych, trzy krążowniki lekkie, stary krążownik pancerny, 29 niszczycieli i torpedowców, 26 okrętów podwodnych, dwa duże stawiacze min i 21 kutrów torpedowych, jednakże część przestarzałych pancerników przybrzeżnych i niszczycieli jeszcze w 1947 roku wycofano. Pozostałe pancerniki przybrzeżne wycofano w latach 50., a krążowniki w kolejnej dekadzie do 1971 roku. Cechą szczególną szwedzkiej marynarki stała się budowa schronów przeciwatomowych dla okrętów w skałach. W 1958 roku opracowano założenia „lekkiej marynarki”, obejmującej niszczyciele jako największe okręty nawodne, a nadto liczne okręty podwodne i duże kutry torpedowe do obrony brzegów. Mimo to, oprócz sześciu niszczycieli typów Halland i Östergötland, z lat 50., nie budowano już więcej okrętów tej klasy ani innych tak dużych jednostek. Do końca lat 60. zbudowano za to 17 nowych okrętów podwodnych typów Hajen, Draken i Sjoormen i liczne kutry torpedowe kilku typów
Szwecja stała się jednym z pionierów zastosowania przeciwokrętowych pocisków rakietowych, własnej konstrukcji, w które uzbrojono dwa niszczyciele typu Halland w 1967 roku. Następnie w latach 70. marynarka szwedzka przyjęła do służby kutry rakietowe typu Hugin z pociskami Penguin (zbudowane wyjątkowo w Norwegii), a na początku lat 80. przezbroiła kutry torpedowe typu Spica II w pociski RBS15. Od połowy lat 80. głównymi nawodnymi okrętami bojowymi Szwecji stały się korwety rakietowe: najpierw dwie typu Stockholm, a następnie cztery typu Göteborg. Od lat 80. do 90. do służby weszło też 10 nowoczesnych okrętów podwodnych typów: Näcken, Västergötland i Gotland. Mimo stosunkowo niewielkiej marynarki, Szwecja rozwijała nowoczesne technologie, jak napęd okrętów podwodnych niezależny od powietrza i eksperymentalny okręt o obniżonej wykrywalności Smyge. Ostatnim typem korwet rakietowych stało się pięć trudnowykrywalnych okrętów typu Visby. W budowie znajdują się dwa najnowsze okręty podwodne typu A26 (przewidywane ukończenie w 2027 roku).
Szwecja od 1815 roku była krajem neutralnym i także w okresie zimnej wojny polegała na własnych siłach zbrojnych. Po jej zakończeniu jednak angażowała się we współpracę międzynarodową w ramach programu Partnerstwo dla Pokoju, a marynarka szwedzka podjęła współpracę z państwami NATO i od 1993 roku brała udział w międzynarodowych manewrach BALTOPS na Bałtyku. Szwecja również od tej pory angażowała się w operacje zagraniczne, np. w 2009 roku dwie korwety typu Stockholm, a w 2010 roku HMS „Carlskrona” (okręt flagowy operacji) brały udział w operacji EUNAVFOR (Atalanta) przeciwdziałania piractwu wokół Rogu Afryki.

## Organizacja
- 1 Flotylla Okrętów Podwodnych (1. ubflj), Karlskrona
  - 3 OP Gotland, 2 OP Södermanland, HMS Belos
- 3 Flotylla Obrony Wybrzeża (3. sjöstridsflj), Karlskrona
  - 2 korwety Stockholm, 2 korwety Visby, 3 patrolowce Tapper, 2 Koster, HMS Trossö
- 4 Flotylla Obrony Wybrzeża (4. sjöstridsflj),  Berga
  - 2 korwety Göteborg
- 1 Regiment Piechoty Morskiej (Amf 1), Berga

## Okręty
| Typ                                                   | Zdjęcie     | Okręty      | Wejście do służby | Wyporność (t) | Długość (m) |
| Korwety (7)                                           | Korwety (7) | Korwety (7) | Korwety (7)       | Korwety (7)   | Korwety (7) |
| ----------------------------------------------------- | ----------- | ----------- | ----------------- | ------------- | ----------- |
| Korwety rakietowe typu Visby                          |             | 5           | 2005-2007         | 650           | 72          |
| Korwety rakietowe typu Göteborg                       |             | 2           | 1990-1993         | 399           | 57          |
| Okręty podwodne (5)                                   |             |             |                   |               |             |
| Okręty podwodne typu Gotland                          |             | 3           | 1996              | 1640          | 60,4        |
| Okręty podwodne typu Södermanland                     |             | 2           | 1989              | 1500          | 60,5        |
| Trałowce (7)                                          |             |             |                   |               |             |
| Trałowce typu Koster                                  |             | 5           | 1986-1992         | 360           | 47,5        |
| Trałowce typu Styrsö                                  |             | 2           | 1996-1998         | 205           | 36          |
| Okręty patrolowe (162)                                |             |             |                   |               |             |
| HMS Carlskrona (P04)                                  |             | 1           | 1982              | 3800          | 105,7       |
| HMS Trossö (A264)                                     |             | 1           | 1998              | 2140          | 71,6        |
| Typ Stockholm                                         |             | 2           | 1985              | 350           | 50          |
| Łodzie patrolowe typu Tapper                          |             | 10          | 1993-1999         | 62            | 23          |
| HMS Jägaren (V150)                                    |             | 1           | 1972              |               | 36,5        |
| Kutry desantowo-szturmowe Stridsbåt 90H               |             | 147         | 1991-1997         | 20,5          | 15,9        |
| Pozostałe                                             |             |             |                   |               |             |
| HMS Belos (A214) (okręt ratunkowy okrętów podwodnych) |             | 1           | 1992              | 6150          | 104,9       |
| HMS Orion (A201) (SIGINT)                             |             | 1           | 1984              | 1400          | 61,2        |

Na stanie są też okręty szkolne i stawiacze min.

## Insygnia

Bandera wojenna
Bandera admirała
Bandera wiceadmirała
Bandera kontradmirała
Bandera admirała flotylli
Proporzec komodora
Proporzec komandora porucznika i komandora podporucznika
Proporzec dowódcy floty
Proporzec dowódcy flotylli
Proporzec dowódcy dywizjonu
Proporzec starszego oficera